# Nagravision

Canal+ zakodowany za pomocą analogowego systemu Nagravision

Nagravision – system dostępu warunkowego, należący do Kudelski Group. Używany jest przez wielu operatorów telewizji satelitarnej oraz telewizji kablowej.

## System analogowy
Nagravision został stworzony w latach 90. i był systemem analogowym. Umożliwiał zakodowanie kanału telewizyjnego poprzez deformację obrazu i zniekształcenie dźwięku. Aby móc odkodować kanał, należało posiadać dekoder STB oraz kartę CAM.

## System cyfrowy
Obecnie Nagravision koduje swoje programy poprzez wysyłanie do dekoderów STB komunikatu o braku dostępu do danego kanału. System stosowany jest między innymi przez Cyfrowy Polsat, Canal+ Polska oraz przez UPC Polska.